# Mieczysław Mańkowski
Mieczysław Mańkowski ps. „Józef”, „Ludwik” (ur. 5 października 1862 w Krakowie, zm. 22 listopada 1922 tamże) – polski działacz socjalistyczny i niepodległościowy. Członek Międzynarodowej Socjalno-Rewolucyjnej Partii Proletariat, Polskiej Partii Socjalistycznej i jeden z przywódców jej Organizacji Bojowej. Organizator zamachu na generał-gubernatora Skałona. Wieloletni więzień carski. Organizator Pogotowia Bojowego PPS.

## Życiorys
Urodził się w rodzinie o tradycjach powstańczych i niepodległościowych. Jego stryj, drukarz Antoni Mańkowski, był uczestnikiem powstania styczniowego i organizatorem ruchu socjalistycznego w Galicji. Ojciec Konstanty również drukarz, był znanym działaczem związkowym i socjalistycznym.

### Partia Proletariat
Początkowo pracował w Krakowie jako praktykant ciesielski. Tam znalazł się pod wpływem grupy socjalistów Ludwika Waryńskiego. W 1878 został aresztowany gdy w jego mieszkaniu znaleziono kaszty drukarskie. Po kilku tygodniach wypuszczony na wolność, został jednak poddany obserwacji i objęty procesem sądowym grupy Ludwika Waryńskiego oskarżonej o propagandę socjalistyczną. W tym czasie dalej organizował propagandę socjalistyczną. Zorganizował również manifestację przeciw zdrajcy drukarzowi Koziańskiemu. Pomimo iż odpowiadał z „wolnej stopy”, został aresztowany w Zabierzowie, w trakcie odbioru broszur socjalistycznych z Wiednia.
Znalazł się na ławie oskarżonych 35 socjalistów w tzw. procesie krakowskim, obok Ludwika i Stanisława Waryńskich, Stanisława Mendelsona, Hieronima Truszkowskiego i swojego brata Antoniego Wincentego. Proces zakończył się w 16 kwietnia 1880 uniewinnieniem wszystkich oskarżonych. Wkrótce znów został aresztowany na miesiąc i oskarżony o propagandę socjalistyczną. Po procesie mieszkał przez pewien czas we Lwowie, gdzie organizował młodzież robotniczą.

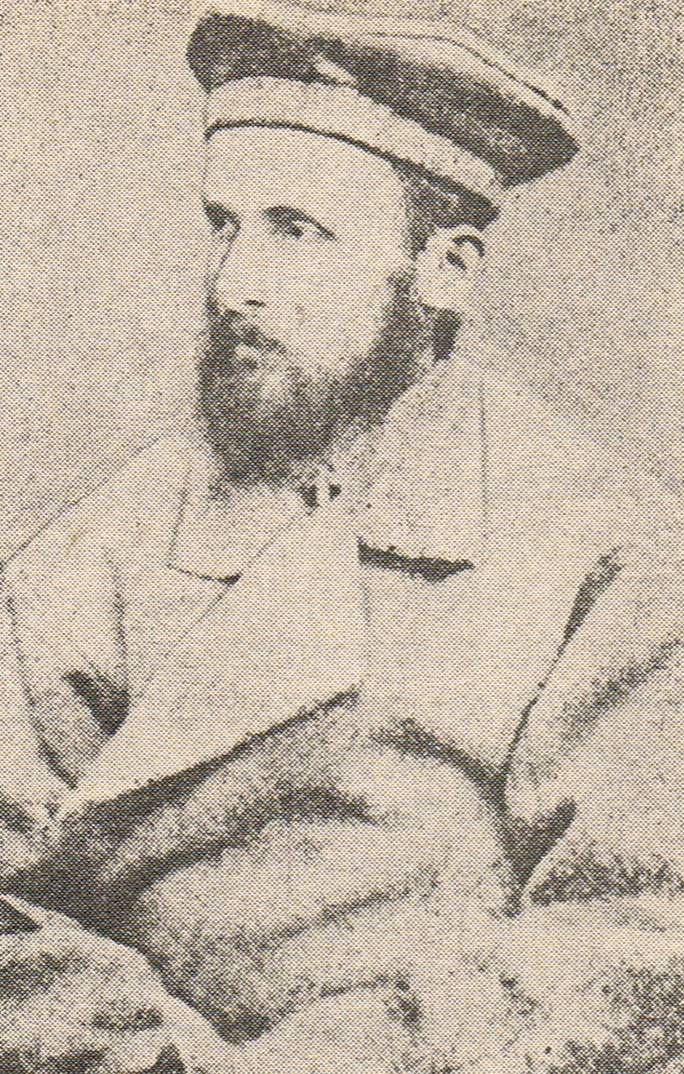
Mieczysław Mańkowski na zesłaniu

W 1883 przystąpił do założonej przez Ludwika Waryńskiego „Międzynarodowej Socjalno-Rewolucyjnej Partii Proletariat”. Opuścił Galicję i przedostał się do Warszawy, gdzie organizował grupy partyjne. Planował zamach na szpiega Huzarskiego. Został jednak aresztowany wskutek denuncjacji prowokatora Rutkowskiego i osadzony w X Pawilonie Cytadeli Warszawskiej. W grudniu 1885 skazany przez sąd wojenny na 16 lat katorgi. Tuż przed wyrokiem skierował list do „braci na wolności”, pisząc:

Nasza sprawa robotnicza dziś się wyjaśniła, powiedziano nam przy wyroku, ze karzą nas za to, ze dążymy do zmiany ustroju ekonomicznego, rząd więc broni wyzyskiwaczy, a zamiast nędzy zapobiedz, stara się ją utrzymać.
Nie utrzyma jej jednak, bo co złe zginąć musi.
My też śmiało wysłuchaliśmy oświadczeń rządu, a wyroki przyjęliśmy śmiechem i nikt z nas nie zadrżał, gdy wolność znikła mu sprzed oczu.
Nie będziemy Was, bracia, zachęcać do działania: warunki życia, w których jesteście, dostatecznym są dla Was bodźcem do pracy: musicie działać, lecz działając kierujcie się rozumem, a nie zapałem, gdyż sam zapał jest często zgubny, i surowość wyroków odstraszy może nie jednego i drugiego z grona Waszego – nie powstrzymujcie ich. Niech każden spośród Was gotowym będzie na wszystko, lecz i pamiętajcie że każden z Was ma prawo poświęcać tylko siebie, dlatego oszczędzajcie żonatych, aby później nie pozostały dzieci sierotami.
Wielkie, bardzo wielkie macie pole do uprawy, siejcie ziarna a obfity pion, który kiedyś ludzkość zbierze, będzie dla Was i dla nas sowitą nagrodą. Żegnajcie więc, bracia ! może i na zawsze! Nie jeden, lecz tysiące z Was tak jak my zginą. Dla Was niech to będzie zachętą, niech będzie bodźcem do zastępowania ubyłych dziś towarzyszy...

Katorgę odbywał w kopalniach złota nad rzeką Karą. W sierpniu 1890, wraz z częścią „proletariatczyków”, został wysłany do więzienia katorżniczego w Akatuj.
Jako poddany austriacki nie podlegał dożywotniemu osiedleniu i po odbyciu kary został zwolniony w 1903
Powrócił do Krakowa, gdzie został aresztowany za uchylanie się od wojska, lecz wkrótce został zwolniony. W 1905 wydał swoje wspomnienia „U stóp szubienicy”

### Organizacja Bojowa PPS
W tym czasie przystąpił do Polskiej Partii Socjalistycznej oraz został członkiem Organizacji Bojowej PPS. Od listopada 1905, wchodził w skład pierwszego Wydziału Bojowego, z którego ustąpił, obejmując kierownictwo okręgu wschodniego OB PPS
Od lipca 1906 r. na I Konferencji Ogólnobojowej w Krakowie i Zakopanem, ponownie został wybrany w skład zreorganizowanego Wydziału Bojowego. Uczestniczył w I kursie szkoły bojowej w Krakowie. W marcu 1906 r. w Warszawie – według wspomnień Jana Kwapińskiego – wprowadzał uczestników III kursu bojowego. Jak wspominał Kwapiński

Wszak był skazany na ciężkie roboty, długie lata siedział zw katordze za Bajkałem, a jaki jeszcze młody duchowo, ile ma zapału, jak mówi o zdaniach i obowiązkach rewolucjonistów. Tow. Mańkowski był ubóstwiany przez wszystkich bojowców

W owym czasie był głównym organizatorem zamachu na generał-gubernatora warszawskiego Gieorgija Skałona 18 sierpnia 1906 Pomysł Mańkowskiego polegał na wywabieniu go w miejsce, gdzie będą na niego czekać bojowcy. Uznał, że najlepszym pomysłem będzie wywołanie skandalu dyplomatycznego, który zmusi Skałona do osobistych przeprosin. Spoliczkowanie niemieckiego dyplomaty barona Gustawa Lerchenfelda przez przebranego w mundur rosyjskiego oficera Michała Trzosa, spowodowało wyjazd Skałona w zaplanowane miejsce i przeprowadzenie zamachu. Zamach przeprowadzony przez Wandę Krahelską, Zofię Owczarkównę i Albertynę Helbertównę nie udał się jednak.
Po rozłamie w PPS został członkiem PPS Frakcji Rewolucyjnej wchodząc w skład jej Wydziału Bojowego.
Po aresztowaniu Józefa Montwiłł-Mireckiego, członkowie OB PPS postanowili wykupić go lub odbić z więzienia. Celem zdobycia środków na to przedsięwzięcie postanowiono dokonać akcji ekspropriacji kasy rządowej w Pasażu Simonsa. 13 sierpnia zebrani bojowcy, zostali zdradzeni przez prowokatorów Bendkowskiego, Sankowskiego i Dyrcza. W czasie walki zginął „okręgowiec” Zygmunt Wcisło „Tytus”. Nim zdążono unieszkodliwić prowokatorów, Bendkowski wskazał miejsce pobytu Mańkowskiego. Został on aresztowany 31 sierpnia 1907, gdy udał się do domu aresztowanego tego samego dnia Wincentego Jastrzębskiego z OB PPS.
Postawiono mu zarzut należenia do Wydziału Bojowego PPS Frakcji Rewolucyjnej. Nie udowodniono mu jednak udziału w zamachach. Skazany przez Warszawski Wojenny Sąd Okręgowy (sądzono wówczas 14 działaczy m.in. Józefa Montwiłł-Mireckiego) w sierpniu 1908, na 4 lata katorgi. Kara została złagodzona na osiedlenie. Ostatecznie zamieniono mu wyrok na dwa miesiące aresztu i wydalenie poza granice Królestwa. Osiedlił się w Krakowie. Tam prowadził kursy „bombiarzy” dla członków Organizacji Bojowej.
W sierpniu 1909 udał się ponownie do Królestwa, aby zorganizować kolejny zamach na generał-gubernatora Skałona. Wraz z nim przybyli: Józef Kobiałko „Walek”, Władysław Lizuraj „Poniatowski”, Faustyna Morzycka „Barbara” i Felicja Hellmanowa „Babcia”. Zamachowcy mieli rzucić bombę z hotelu „Niemieckiego” przy ul. Świętokrzyskiej na generała żandarmerii Uthoffa. Przewidywano, że Skałon będzie uczestniczył w pogrzebie swojego współpracownika i wtedy zostanie dokonany zamach na niego z wynajętego mieszkania przy ul. Chłodnej. 10 października 1909 Mańkowski i Morzycka rzucili bomby na samochód Uthoffa. Okazało się, że w samochodzie, na który spadły bomby zamachowców nie było gen. Uthoffa – był tylko jego brat i szofer, którzy przeżyli. Zginęło za to kilku przypadkowych przechodniów, kilkunastu odniosło rany. Zdesperowany Mańkowski przybył na ul. Chłodną, wziął bombę szukając jakiegokolwiek obiektu zamachu. Tego dnia jednak na ulicach nie pojawił się żaden dostojnik ani oficer. Mańkowski chory i załamany z powodu śmierci przypadkowych osób (Morzycka popełniła samobójstwo), powrócił do Krakowa. Działał dalej w Wydziale Bojowym PPS.

Był jednym z członków Wydziału, którzy w 1909 i 1910 r. przeciwstawiali się uniezależnieniu Związku Walki Czynnej od PPS. W marcu 1911 zbuntowani członkowie Wydziału Bojowego ustąpili z Wydziału. W maju większość z nich utworzyła PPS Opozycję, której organem było pismo „Placówka”. Mańkowski pisywał do „Placówki” pod pseudonimem „Irzykowski”. Jak wspominał Jan Cynarski-Krzesławski:

Wydał w tym czasie piękny utwór pt. „Złoty dar dla człowieka”, w którym wyprowadza socjalizm z etycznych potrzeb człowieka. Na zebraniach i konferencjach partyjnych stale podkreśla konieczność dyskutowania nad podniesieniem poziomu moralnego w ruchu socjalistycznym.

### W okresie I wojny światowej
W 1914 skłócony z Piłsudskim, opowiada się przeciwko udziałowi w legionach. W tym czasie już ciężko chory. Jak wspominał wówczas Mańkowskiego Bolesław Limanowski:

W sprawach społeczno-politycznych ma światłe myśli, ale kiedy zaczął mi mówić o swym wynalazku w sprawie aeroplanów, wydał mi się maniakiem. W każdym razie jest to człowiek o fantastycznej chęci wyzwolenia ludzkości.

Pomimo choroby przybył z Krakowa do Królestwa w sierpniu 1918 wchodząc do Centralnego Wydziału Pogotowia Bojowego PPS. Jak wspominał wówczas środowisko socjalistów Zygmunt Zaremba:

Wśród tych ludzi, zajętych swymi codziennymi pracami, z reguły odrzucających wszelkie sentymenty jako sprzeczne z twardą postawą działacza robotniczego, wyodrębniała się postać szczupłego siwiejącego już bojowca otoczonego prawie aureolą świętości. Mieczysław Mańkowski należał jeszcze do Proletariatu. Stolarz z zawodu, zapamiętały samouk, bojowiec z wewnętrznej potrzeby harmonii między słowem a czynem, optymistyczny filozof, promieniował na całe nasze środowisko ukochaniem Sprawy i kultem silnej woli – „złotego daru człowieka”. Jego książeczka pod tym tytułem odegrała w kształtowaniu naszej postawy wewnętrznej rolę dźwigni moralnej wznoszącej szary trud codzienny działacza partyjnego na wyżyny powiązań z ideami.

13 listopada 1918, w trakcie demonstracji PPS na rzecz wsparcia rządu Ignacego Daszyńskiego, obok: Józefa Korczaka, Antoniego Purtala, Karola Andersa, Haliny Chełmickiej, Zygmunta Zaremby i Tadeusza Szturm de Sztrema znalazł się w delegacji, która za zgodą Józefa Piłsudskiego zawiesiła czerwony sztandar Pogotowia Bojowego PPS na wieży Zamku Królewskiego w Warszawie.
Później nieaktywny politycznie. Zajął się działalnością wynalazczą. Zmarł w listopadzie 1922 w Krakowie.
19 grudnia 1930 r. pośmiertnie odznaczony Krzyżem Niepodległości z Mieczami.